# Lutjanus biguttatus
Lutjanus biguttatus és una espècie de peix de la família dels lutjànids i de l'ordre dels perciformes.

## Morfologia
- Els mascles poden assolir 25 cm de longitud total.[2][3]

## Alimentació
Menja peixos i crustacis.

## Hàbitat
És un peix marí de clima tropical i associat als esculls de corall que viu entre 3-36 m de fondària.

## Distribució geogràfica
Es troba des de Salomó fins a Sumatra i des de la Península del Cap York (Austràlia) fins a les Filipines al nord i les Maldives a l'oest.